# Grenlandski Eskimi
Grenlandski Eskimi, kolektivni naziv za Eskime naseljene na Grenlandu. Postoje 3 glavne skupine od kojih svaka govori vlastitim jezikom, to su Kalaallit ili Zapadnogrenlandski Eskimi koji govore kalaallisut, Tunumiit ili Istočnogrenlandski Eskimi s jezikom tunumiisut i Ita ili Inughuit, Avanersuarmiut, Sjevernogrenlandski ili Polarni Eskimi koji govore inuktun ili polarni eskimski.
Grenlandski Eskimi glavnina su populacije Grenlanda.